# 約赫格拉本貝格山

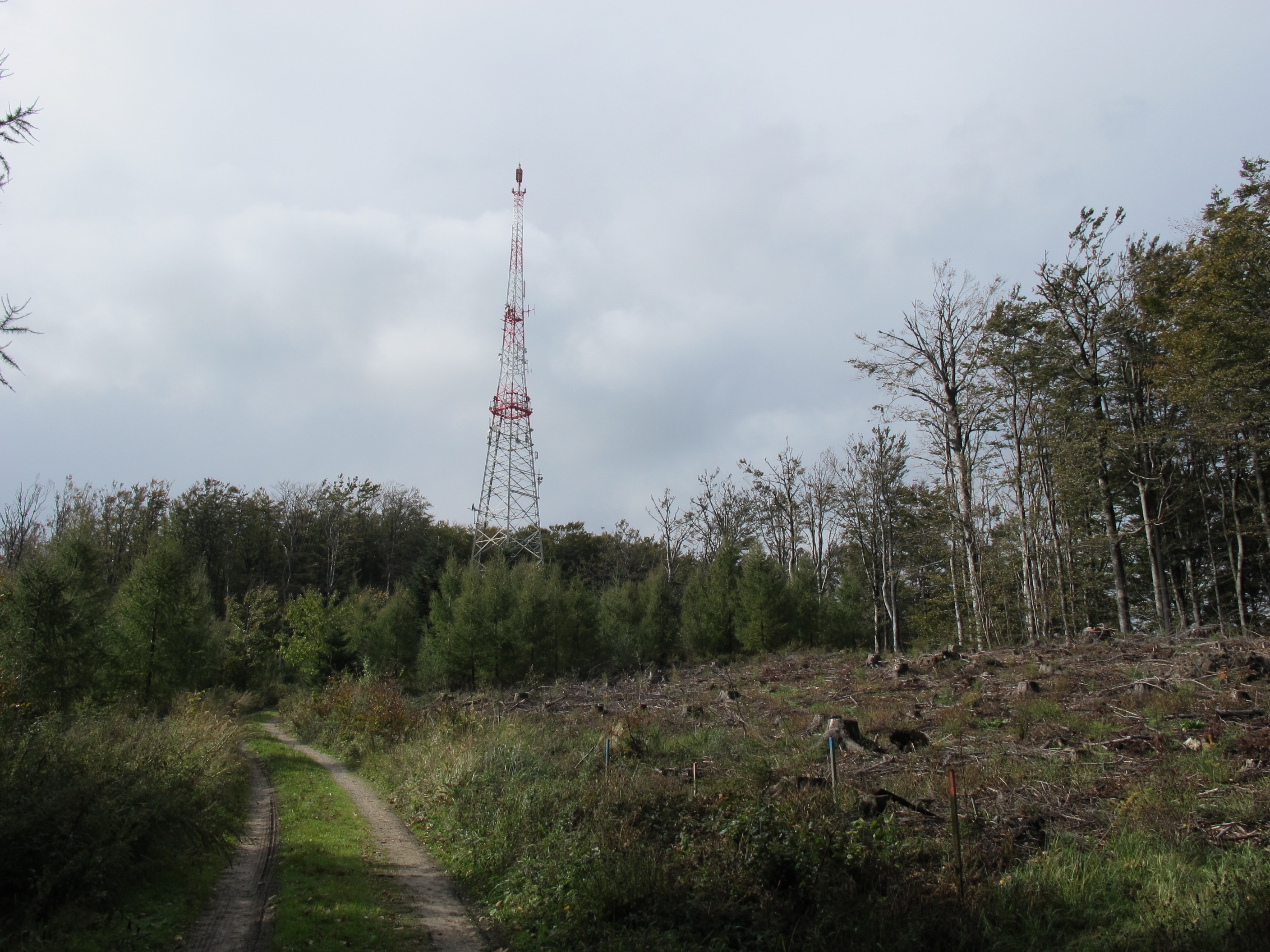

48°9′11″N 16°0′59″E / 48.15306°N 16.01639°E
約赫格拉本貝格山（德語：Jochgrabenberg），是奧地利的山峰，位於該國東北部，由下奧地利州負責管轄，屬於維也納林山的一部分，海拔高度645米，每年平均降雨量904毫米。